# Koszyk walutowy
Koszyk walutowy (ang. currency basket) – zbiór (portfel) wybranych walut o różnych wagach, połączonych ze sobą w celach handlowych lub wyceny. System wyznaczania kursu waluty danego kraju w oparciu o kompozycję walut krajów obcych.
Koszyki walut przyjmują najczęściej kraje, w których struktura handlu (eksportu i/lub importu) jest zdywersyfikowana.

## Międzynarodowa jednostka rozrachunkowa (SDR)
Specjalne prawa ciągnienia (ang. special drawing rights, SDR) to międzynarodowa jednostka rozrachunkowa, umowna jednostka monetarna, mająca charakter pieniądza bezgotówkowego, czyli istniejącego wyłącznie w postaci zapisów księgowych na bankowych rachunkach depozytowych. Utworzona przez Międzynarodowy Fundusz Walutowy i wprowadzona w 1970 r.
Początkowo wartość jednego specjalnego prawa ciągnienia miała wartość 0,888671 g czystego złota (SDR-y zwane były „papierowym złotem”). Od 1974 roku jest wyznaczana na podstawie koszyka walutowego. Skład koszyka zmieniany jest zwykle co 5 lat. W marcu 2021 roku MFW ogłosił, że kolejna ponowna wycena, planowana na 1 października 2021 roku, zostanie przesunięta na 1 sierpnia 2022 roku, aby zapobiec zmianie definicji koszyka podczas pandemii COVID- 19.
Wagi poszczególnych walut w koszyku: 
- 2016–2022: USD 41,73%, EUR 30,93%, CNY 10,92%, JPY 8,33%, GBP 8,09%
- 2022–2027: USD 43.38%, EUR 29.31%, CNY 12.28%, JPY 7.59%, GBP 7.44%

## Indeks dolara amerykańskiego (USDX)
Indeks dolara amerykańskiego (ang. US Dollar Index, USDX, także DXY) – indeks (miara) wartości dolara amerykańskiego w stosunku do koszyka sześciu walut obcych. Często określany jako koszyk walut partnerów handlowych USA. Indeks rośnie, gdy dolar amerykański zyskuje „siłę” (wartość) w porównaniu z innymi walutami.
Indeks został zaprojektowany, jest utrzymywany i publikowany przez ICE (Intercontinental Exchange, Inc.), a nazwa „US Dollar Index” jest zarejestrowanym znakiem towarowym. Został wprowadzony w 1973 roku i jest notowany na giełdzie ICE Futures US. Zawartość koszyka walut została zmieniona tylko raz od czasu powstania indeksu, kiedy euro zastąpiło wiele europejskich walut.
USDX to ważona średnia geometryczna wartości dolara względem następujących walut:
- euro (EUR) - 57,6% wagi
- jen japoński (JPY) - 13,6%
- funt szterling (GBP) - 11,9%
- dolar kanadyjski (CAD) - 9,1%
- korona szwedzka (SEK) - 4,2%
- frank szwajcarski (CHF) - 3,6%